# Polikarpov TIS
Polkarpov TIS là một thiết kế máy bay tiêm kích hạng nặng của Liên Xô vào đầu thập niên 1940.

## Tính năng kỹ chiến thuật (TIS (A))
Dữ liệu lấy từ Gunston, The Osprey Encyclopedia of Russian Aircraft 1875-1995
Đặc tính tổng quan
- Kíp lái: 2
- Chiều dài: 11,7 m (38 ft 5 in)
- Sải cánh: 15,5 m (50 ft 10 in)
- Chiều cao: 4,35 m (14 ft 3 in)
- Diện tích cánh: 34,8 m2 (375 foot vuông)
- Kết cấu dạng cánh: NACA-230
- Trọng lượng rỗng: 5.800 kg (12.787 lb)
- Trọng lượng có tải: 7.840 kg (17.284 lb)
- Động cơ: 2 × Mikulin AM-37 , 1.044 kW (1.400 hp) mỗi chiếc
- Cánh quạt: 3-lá VISh-61SF

Hiệu suất bay
- Vận tốc cực đại: 555 km/h (345 mph; 300 kn)
- Tầm bay: 1.720 km (1.069 mi; 929 nmi)
- Trần bay: 10.250 m (33.629 ft)
- Thời gian lên độ cao: 7,3 phút lên độ cao 5.000 m (16.404 ft)

Vũ khí trang bị

- Súng: 

  - 2 × Pháo ShVAK 20 mm
  - 2 × súng máy UBK 12.7 mm
  - 6 × Súng máy ShKAS 7.62 mm
- Bom: 1.000 kg (2.200 lb)